# Rambla de Albox
La rambla de Albox, llamada en su curso alto rambla del Saliente, es una rambla del sur de la península ibérica perteneciente a la vertiente mediterránea de Andalucía que discurre íntegramente por el norte de la provincia de Almería (España). 

## Curso
Nace en la sierra de las Estancias, si bien la cabezara de la rambla y la de su principal afluente, la rambla de Oria, captan buena 
parte de las escorrentías de los Llanos de Chirivel. Realiza un recorrido en sentido norte-sur a lo largo de unos 28 km a través de un territorio semiárido con escasas precipitaciones y elevada insolación hasta su desembocadura en el río Almanzora junto a la población de Almanzora. 
Si bien su cauce permanece seco la mayor parte del año, las avenidas de la rambla de Albox pueden ser desastrosas, como la acaecida el 19 de octubre de 1973, cuando su caudal alcanzó los 1500 m cúbicos por segundo en unos instantes.